# Авдеевский городской совет
 Авдеевский городской совет — одна из административно-территориальных единиц в составе Донецкой области. Входит в состав Донецкой агломерации.
Образован в 1990 году. 17 июля 2020 года территория Авдеевского горсовета, который был в составе Украины, стала частью Покровского района.

## Состав
Авдеевский городской состав — 37 210 чел.
- город Авдеевка — 37 210 чел.

Всего: 1 город.

## Экономика
Коксохимическая промышленность (крупнейший в Европе Авдеевский коксохимический завод), производство строительных материалов.